# Độ (nhiệt độ)
Bài này viết về "độ" như là đơn vị đo nhiệt độ. Để xem các nghĩa khác, xem bài Độ (định hướng).
Thuật ngữ độ được sử dụng trong một số thang đo nhiệt độ. Ký hiệu ° thông thường được sử dụng, tiếp theo sau nó là ký tự để chỉ đơn vị, ví dụ °C để chỉ độ Celsius (hay độ bách phân hoặc độ C). Trong một số ngôn ngữ nước ngoài, như trong tiếng Anh, để chỉ sự chênh lệch nhiệt độ, đôi khi người ta còn sử dụng cách viết ngược lại; chẳng hạn 100 C°, hay "100 Celsius degrees", là sự chênh lệch nhiệt độ, trong khi 100 °C, hay "100 degrees Celsius", là nhiệt độ thực tế của vật hay chất đó. Có các loại đơn vị đo nhiệt độ sau:
- Độ Celsius (°C đọc là độ C hay độ bách phân)
- Độ Delisle (°De)
- Độ Fahrenheit (°F đọc là độ F)
- Độ Newton (°N)
- Độ Rankine (°R hay °Ra)
- Độ Réaumur (°R)
- Độ Romer (°Ro)
- Độ Kelvin (°K) là tên gọi cũ của đơn vị đo lường của nhiệt độ tuyệt đối trong hệ SI. Từ năm 1967 nó đã được đơn giản hóa đi thành Kelvin, với ký hiệu chỉ sử dụng chữ cái 'K' và đọc 'Kelvin', không phải 'độ Kelvin'.

## Ký hiệu của độ
Trong Unicode, ký hiệu của độ là U+(00B0) (°). Trong bảng mã hóa ký tự trong HTML nó là &deg;. Alt+ Code là Alt+0176.
Vì sự biểu hiện giống nhau trong một số font chữ khi in ấn cũng như khi hiển thị trên màn hình máy tính, một số ký tự khác có thể bị nhầm lẫn với ký tự biểu diễn độ: "ký hiệu chỉ thị giống đực" (U+00BA, º), "vòng trên" (U+02DA, ˚), "số 0 trên" (U+2070, ⁰), số 0 trên proper (0) hay chữ "o trên" (o), và "toán tử vòng" (U+2218, ∘). Nếu ở trên giấy thì nó sẽ có một vòng tròn nhỏ ở trên.VD:0 độ.